# 얼리샤 코폴라
얼리샤 코폴라(Alicia Coppola, 1968년 4월 12일 ~ )는 미국의 배우이다.

## 출연 작품
- 어 카우걸스 스토리 (2017)
- 위아 유어 프렌즈 (2015)
- 더 나인 라이브즈 오브 클로이 킹 (2011)
- 내셔널 트레져: 비밀의 책 (2007)
- 제리코 (2006)
- 더 레이트 레이트 쇼 위드 크레이그 퍼거슨 (2005)
- NCIS 시즌2 (2004)
- 허프 (2004)
- 직스 (2001)
- 크로싱 조단 시즌1 (2001)
- 퍼펙트 겟어웨이 (1998)
- 어빈 퍼릴리티 스캔달 (1996)
- 스타 트렉 - 보이저: 케어테이커 (1995)
- 분노의 부정 (1990)